# Piwnice Wielkie
Piwnice Wielkie (niem. Großalbrechtsort, do 1938 r. Groß Piwnitz) – wieś w Polsce, położona w województwie warmińsko-mazurskim, w powiecie szczycieńskim, w gminie Wielbark, na południe od Wielbarka.
W lesie za miejscowością znajduje się cmentarz ewangelicki z kwaterą żołnierzy rosyjskich z okresu I wojny światowej.

## Nazwa
16 lipca 1938 r. w miejsce nazwy Groß Piwnitz wprowadzono nazwę Großalbrechtsort. 12 listopada 1946 r. nadano miejscowości polską nazwę Piwnice.

## Historia
Miejscowość lokowana w 1571 r. przez księcia Albrechta Fryderyka Hohenzollerna, przy dawnym trakcie warszawskim.
W 1933 r. w miejscowości mieszkało 426 osób, a w 1939 r. – 387 osób. W 1939 r. w Piwnicach Wielkich było 68 gospodarstw rolnych.
W latach 1975–1998 miejscowość należała administracyjnie do województwa olsztyńskiego.